# Вторинна група
Грýпа втор́инна — група, соціальні контакти і відносини між членами якої мають безособовий характер. Такі групи скеровані, як правило, на досягнення загальних цілей і розпадаються за відсутності таких.